# سیریل میچی
سیریل میچی (انگلیسی: Cyril Michie; ۲۰ اوت ۱۹۰۰ – ۱ ژانویهٔ ۱۹۶۶) بازیکن هاکی روی چمن اهل هند بود.
وی به‌همراه تیم ملی هاکی روی چمن مردان هند به قهرمانی بازی‌های المپیک تابستانی ۱۹۳۶ دست پیدا کرده‌است.